# Ripping Corpse
Ripping Corpse byla americká thrash/deathmetalová kapela, která byla založena v roce 1987 v Red Bank v New Jersey zpěvákem Scottem Ruthem (dříve působil v thrashmetalové kapele Beast), baskytaristou Davem Bizzigottim (ex-Black Dragon, v roce 1992 ho nahradil Scott Hornick), kytaristou Erikem Rutanem a bubeníkem Brandonem Thomasem.
Kapela vydala čtyři demonahrávky a jediné studiové album s názvem Dreaming with the Dead (1991).
Erik Rutan odešel v roce 1993 k Morbid Angel, ve stejném roce opustil kapelu i Scott Hornick a zbývající sestava pak kapelu rozpustila. Tito členové později zformovali skupinu Dim Mak.

## Diskografie

### Dema
- Death Warmed Over (1987)
- Splattered Remains (1989)
- Glorious Depravity (1990)
- Industry (1992)

### Studiová alba
- Dreaming with the Dead (1991)